# Gran Premi del Canadà del 1984
Resultats del Gran Premi del Canadà de Fórmula 1 de la temporada 1984, disputat al circuit urbà de Gilles Villeneuve a Mont-real el 17 de juny del 1984.

## Resultats de la cursa
| Pos | No | Pilot              | Equip               | Voltes | Temps/ Retir.      | Pos. de sort. | Punts |
| --- | -- | ------------------ | ------------------- | ------ | ------------------ | ------------- | ----- |
| 1   | 1  | Nelson Piquet      | Brabham - BMW       | 70     | 1h 46' 24" 2       | 1             | 9     |
| 2   | 8  | Niki Lauda         | McLaren - TAG       | 70     | + 2.612 s          | 8             | 6     |
| 3   | 7  | Alain Prost        | McLaren - TAG       | 70     | + 1' 28"032 min.   | 2             | 4     |
| 4   | 11 | Elio de Angelis    | Lotus - Renault     | 69     | + 1 Volta          | 3             | 3     |
| 5   | 28 | René Arnoux        | Ferrari             | 68     | + 2 Voltes         | 5             | 2     |
| 6   | 12 | Nigel Mansell      | Lotus - Renault     | 68     | + 2 Voltes         | 7             | 1     |
| 7   | 19 | Ayrton Senna       | Toleman - Hart      | 68     | + 2 Voltes         | 9             |       |
| 8   | 14 | Manfred Winkelhock | ATS - BMW           | 68     | + 2 Voltes         | 12            |       |
| 9   | 20 | Johnny Cecotto     | Toleman - Hart      | 68     | + 2 Voltes         | 20            |       |
| 10  | 9  | Philippe Alliot    | RAM - Hart          | 65     | + 5 Voltes         | 26            |       |
| 11  | 23 | Eddie Cheever      | Alfa Romeo          | 63     | Sense combustible  | 11            |       |
| DSQ | 3  | Martin Brundle     | Tyrrell - Ford      | 68     | Desqualificat      | 21            |       |
| Ret | 17 | Marc Surer         | Arrows - Ford       | 59     | Motor              | 23            |       |
| Ret | 16 | Derek Warwick      | Renault             | 57     | Xassís             | 4             |       |
| NC  | 21 | Huub Rothengatter  | Spirit - Hart       | 56     | No Classificat     | 24            |       |
| DSQ | 4  | Stefan Bellof      | Tyrrell - Ford      | 52     | Desqualificat      | 22            |       |
| Ret | 26 | Andrea de Cesaris  | Ligier - Renault    | 40     | Frens              | 10            |       |
| Ret | 2  | Corrado Fabi       | Brabham - BMW       | 39     | Turbo              | 16            |       |
| Ret | 18 | Thierry Boutsen    | Arrows - BMW        | 38     | Motor              | 18            |       |
| Ret | 22 | Riccardo Patrese   | Alfa Romeo          | 37     | Accident           | 14            |       |
| Ret | 6  | Keke Rosberg       | Williams - Honda    | 32     | Probl. combustible | 15            |       |
| Ret | 5  | Jacques Laffite    | Williams - Honda    | 31     | Turbo              | 17            |       |
| Ret | 10 | Mike Thackwell     | RAM - Hart          | 29     | Turbo              | 25            |       |
| Ret | 24 | Piercarlo Ghinzani | Osella - Alfa Romeo | 11     | Caixa canvi        | 19            |       |
| Ret | 27 | Michele Alboreto   | Ferrari             | 10     | Motor              | 6             |       |
| Ret | 25 | Francois Hesnault  | Ligier - Renault    | 7      | Turbo              | 13            |       |

## Altres
- - Pole: Nelson Piquet 1' 25. 442

Volta ràpida: Nelson Piquet 1' 28. 763 (a la volta 55)